# Elecciones municipales de Brasil de 2020
Las elecciones municipales de Brasil de 2020 se llevaron a cabo el 15 de noviembre, con el sistema electoral a dos vueltas, la segunda vuelta se llevó a cabo el 29 de noviembre. Más de 147 millones de electores escogieron los alcaldes (prefectos), vicealcaldes (viceprefectos) y concejales (vereadores) de los 5.568 municipios de Brasil.
Por primera vez 104 ciudades tuvieron sus alcaldes elegidos, pero con la decisión de la Justicia Electoral están bajo un judo. En la 2ª ronda se incluyeron 102 ciudades de la 1ª ronda, las ciudades de Campos dos Goytacazes y Petrópolis.

### Segunda Vuelta
Se necesitaba una nueva votación en 57 ciudades de 95 municipios que podrían tener una segunda vuelta, incluidas São Paulo y Río de Janeiro , las más grandes del país.
En el contexto de estas elecciones, el 20 de noviembre, la periodista y candidata al concejo municipal por parte del Partido de la Social Democracia BrasileñaSolange Freitas fue atacada a tiros mientras se movilizaba en su vehículo en el municipio de Sao Vicente, Sao Paulo, resultando ilesa.